# Annavölgy
Annavölgy é um município da Hungria, situado no condado de Komárom-Esztergom. Tem 4,83 km² de área e sua população em 2019 foi estimada em 927 habitantes.